# Wenden (Mücheln)
Wenden ist eine in der Stadt Mücheln (Geiseltal) im Saalekreis in Sachsen-Anhalt aufgegangene Siedlung, an die heute noch ein Straßenname erinnert.

## Geschichte
In dem zwischen 881 und 899 entstandenen Verzeichnis des Zehnten des Klosters Hersfeld wird Wenden als zehntpflichtiger Ort Ziuuinidum im Gau Friesenfeld genannt. Wenden gehörte bis 1815 zum wettinischen, später kursächsischen Amt Freyburg. Durch die Beschlüsse des Wiener Kongresses kam der Ort zu Preußen und wurde 1816 dem Kreis Querfurt im Regierungsbezirk Merseburg der Provinz Sachsen zugeteilt, zu dem er bis 1944 gehörte.